# Kamila Magálová
Kamila Magálová rozená Kamila Slováková (* 16. listopadu 1950 Bratislava) je slovenská herečka.

## Život
Kamila Magálová je dcerou slovenského dirigenta Ladislava Slováka, jejím bratrem je herec Marián Slovák. Vystudovala herectví na VŠMU v Bratislavě v roce 1975. Od roku 1972 byla členkou Poetického souboru Nové scény v Bratislavě. Od roku 1982 je členkou Činohry Slovenského národního divadla v Bratislavě.

## Soukromý život
V roce 2012 se rozvedla s manželem, podnikatelem Slavomírem Magálem, se kterým je spolumajitelkou hotelu Kamila v Čierne Vodě. V roce 2024 jí zemřel syn Martin.

## Filmografie
- 1976 Koncert pre pozostalých – Mária Spurná
- 1980 Demokrati – Želka Petrovičová
- 1982 Guľôčky – učiteľka
- 1984 Falošný princ – sultánka
- 1984 O sláve a tráve – Zuzana
- 1984 Všichni mají talent – matka Juráňová
- 1987 Začiatok sezóny – Giza
- 2009 Líbáš jako Bůh – Helena Altmanová
- 2009 Zasažení bleskem, TV film
- 2009 Odsouzené, TV seriál
- 2012 Líbáš jako ďábel – Helena Altmanová
- 2012 Filmoviedky: Náhradná matka
- 2018 Když draka bolí hlava
- 2018 Hmyz